# Vacri
Vacri è un comune italiano di 1 478 abitanti della provincia di Chieti in Abruzzo. Il comune fa parte dell'unione dei comuni della Vallata del Foro.

## Geografia fisica
Il comune si trova su una zona collinare, che si trova tra i corsi d'acqua del Foro e del Dendalo. Confina con i paesi di Ari, Bucchianico, Villamagna, Filetto e Casacanditella.

## Storia

### Origini
Reperti archeologici di un villaggio italico, usato come stazione di passaggio lungo il tratturo Centurelle-Montesecco, passando per le vie di Chieti e Guardiagrele, sono stati rinvenuti in località Porcareccia, zona di allevamento, e sono conservati presso il Museo Archeologico Nazionale di Chieti. Vacri sorgerà come castello nell'epoca medievale. Il nome deriva forse da "lavacrum" (crinale di collina soggette ad acque dilavanti) oppure dal termine greco akros, ossia colle appuntito. I frammenti di Porcareccia risalgono al III secolo a.C., provenienti da un tempio romano; il sito era abitato dagli italici Sanniti nel VI secolo a.C., come dimostrano le statuette di Ercole lì rinvenute, poi delle iscrizioni votive hanno permesso la frequentazione del sito anche nell'epoca dell'assimilazione romana.

### Medioevo
In alcune cronache medievali Vacri viene citato, tra l'altro, come Bacri di Teate, Batro, Bacrum, Arovacro. In epoca longobarda Vacri risulta feudo del gastaldato di Teate, ossia la forma primordiale dell'attuale provincia di Chieti, con la sede amministrativa del giustiziere, ossia gastaldo, presso Chieti. La gastaldia rimase viva sino al XII secolo, quando fu inglobata dai Normanni nella Contea di Loritello posseduta da Roberto II di Bassavilla. Con Federico II di Svevia nel 1233, Vacri entra a far parte del nuovo Giustizierato d'Abruzzo, stando sempre sotto il controllo di Chieti, ribadito da Carlo I d'Angiò nel 1273 col diploma di Alife,l che spezzava l'Abruzzo in due tronconi, il Citeriore con Chieti capoluogo, e l'Ulteriore con Aquila capoluogo.
La chiesa di San Callisto, ossia chiesa di Ripacorbaria di Manoppello, nel 1056 venne donata dal conte Trasmondo a Rolando di Vacri. In epoca normanna e sveva Vacri è feudo dei Conti di Manoppello, mentre in epoca angioina il paese venne ceduto a Bertrando del Balzo. Successivamente il territorio di Vacri segui la storia del Regno di Napoli e di Chieti
Vacri è menzionata nel Catalogus baronum nel 1173, come "Bacrum", feudo di Guglielmo Ricino, seguace del Re di Sicilia. Nel 1575 era nota ancora come "Vacro", poi il nome terminante a plurale, sarebbe derivato dal genitivo "Castrum Vacri". Nei registri delle decime del 1308-1324 e 1325 sono ricordate le chiese di Vacri: San Biagio (la parrocchia), San Mane, e San Michele, scomparsa.

### Dal ducato all'epoca contemporanea
Vacri mantiene un'economia prevalentemente agricola per tutto il Medioevo e l'epoca moderna del Viceregno spagnolo, sino alla metà del Novecento. Nel XV secolo Vacri è feudo dei Furlani, poi dei Caracciolo e dei Santobuono, finché non passa ai Valignani di Chieti.
Nel 1698 Vacri diventa sede di un ducato, in realtà è uno stato-fantoccio, dipendente direttamente dal Principato di Chieti, governato dai marchesi Valignani, che si proclamano tra i vari titoli, marchesi di Cepagatti, duchi di Vacri e Villanova. Nel 1650 infatti per 1900 ducati era dei Torricelli, che però poi la vendettero ai Valignani.
Vacri con la discesa francese nel 1806 diventa sede di un municipio; nel plebiscito del 1860 tutti i 237 partecipanti al voto scelsero l'annessione al Regno d'Italia. L'economica come detto, era agricola, zona di traffico lungo il tratturo, Vacri ha sempre prodotto vini, come ricorda lo storico Nicola Nicolini, nato a Tollo (CH) nel 1772, benché fosse di famiglia vacrese, giurista illustre del Regno di Napoli, vissuto a Chieti. In contrada San Vincenzo esiste uno storico mulino ad acqua, a testimonianza dell'economia vacrese, inoltre si conservano ancora nella campagna, in contrada Serre e Sant'Agata le cosiddette "pajare" (pagliare), case basse e grezze dei pastori, realizzate in terra cruda.
Vacri con l'amministrazione del Regno d'Italia è stata compresa nel distretto di Chieti, nel 1948 viene unita alla provincia di Chieti.

## Monumenti e luoghi d'interesse
Architetture religiose

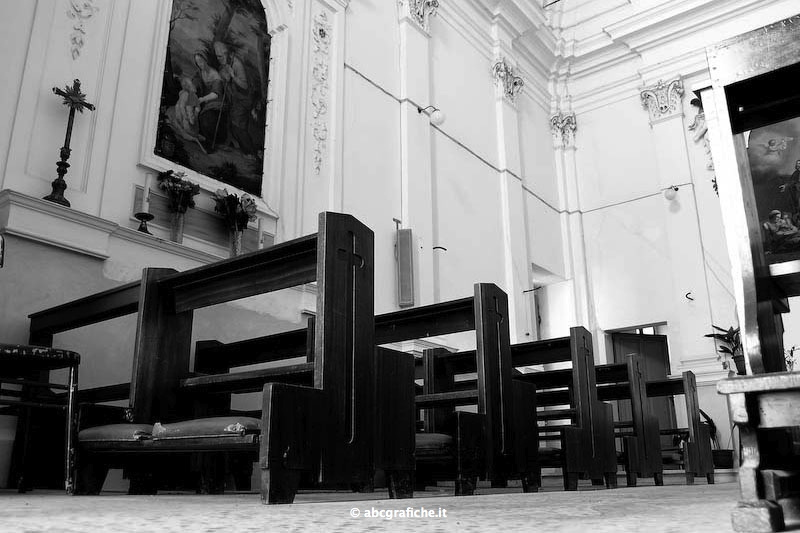
Chiesa San Rocco, interno

- Chiesa di San Biagio: in piazza Vittorio Emanuele, è la chiesa principale di Vacri venne riedificata nel 1762 con la stessa intitolazione dopo la distruzione della precedente chiesa di dimensioni inferiori, in stile neoclassico, con facciata suddivisa orizzontalmente in due parti da una cornice marcapiano e terminante con un timpano, e verticalmente da un doppio ordine di quattro lesene, seguendo la tipica architettura tardo ottocentesca neoclassica. Il campanile è posto posteriormente all'edificio.[6] Torre in mattoni a vista a pianta quadrata con tre livelli scanditi da cornici marcapiano e relativi archi per lato. L'interno a navata unica è decorato da paraste in finto marmo policromo, da capitelli corinzi, e da un altare monumentale a macchina templare in marmo verde, con timpano curvilineo poggiante su un trabeazione con due putti laterali, la nicchia contiene il dipinto del miracolo di San Biagio, di scuola napoletana. Come da documento conservato nell'archivio parrocchiale Liber VII defunctorum ab anno 1807 usque ad annum 1826 :"Adì 5 Gennaio del 1762 fu dato principio alla cava delle fondamenta della Chiesa Madre di Vacri da M° Pietro Mammarella, da M° Giosuè Mammarella, ambi di Bucchianico, e da M° Benigno de Luca di Vacri. Adì 22 di c." mese, giorno di venerdì su le ore 22 fu benedetta la prima pietra fondamentale da me Arcip. D. Cristoforo Matteucci colla licenza oretenus ottenuta dall'Ill.mo e Rev.mo Monsignor D. Nicola de Luca.
- Chiesa di San Rocco: la chiesa, dalla facciata semplice,[7] ha impianto a navata unica, con facciata neoclassica a capanna, con finestrone e portale architravato. L'interno a navata unica è intonacato di bianco, con paraste laterali a colonne con capitello corinzio, e altare a nicchia, con la tela di San Rocco che guarisce un appestato, sorretta da due putti in stucco, sovrastati da una nicchia superiore la trabeazione.

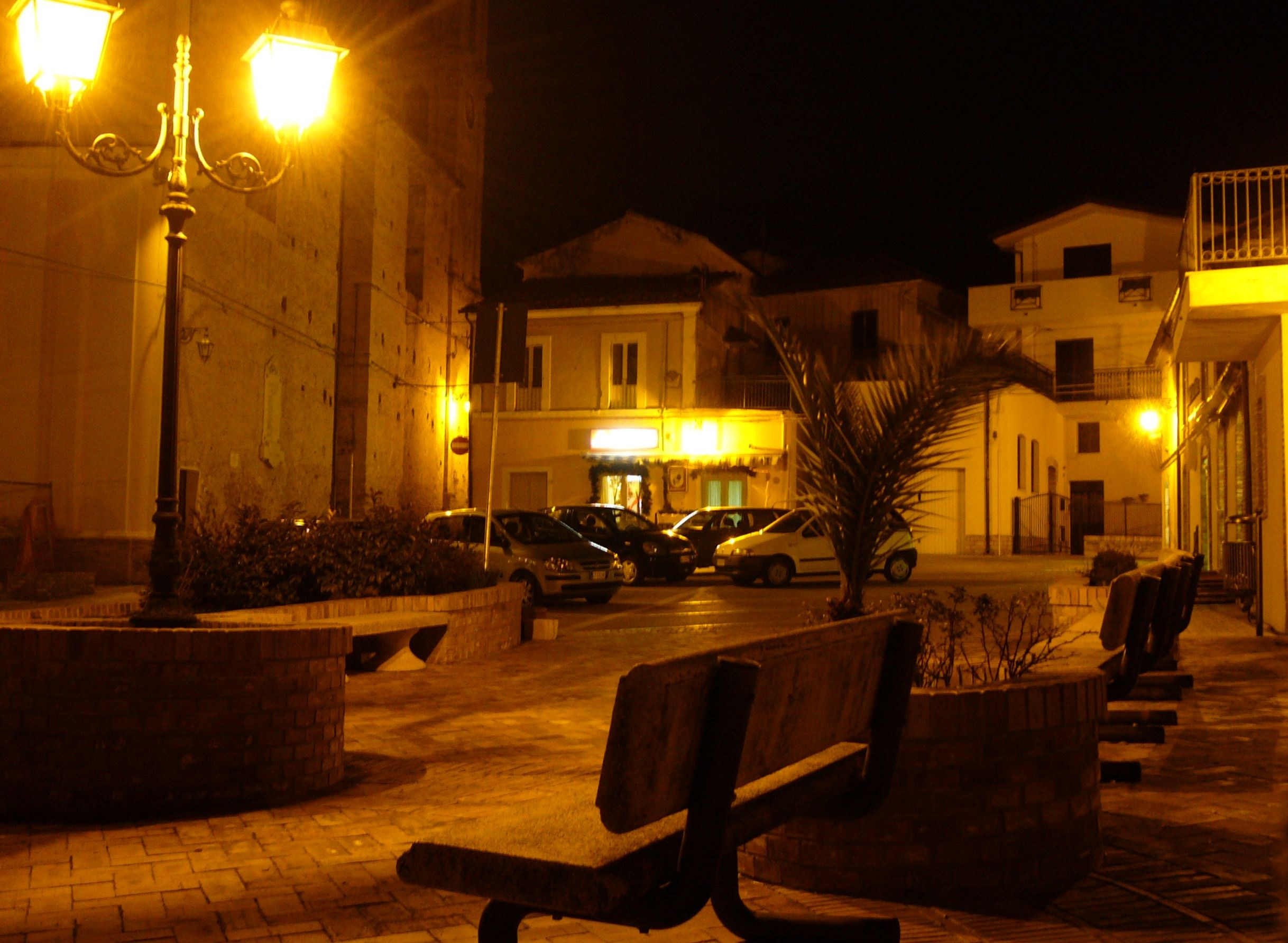
Piazza Vittorio Emanuele di notte, lato della chiesa di San Biagio

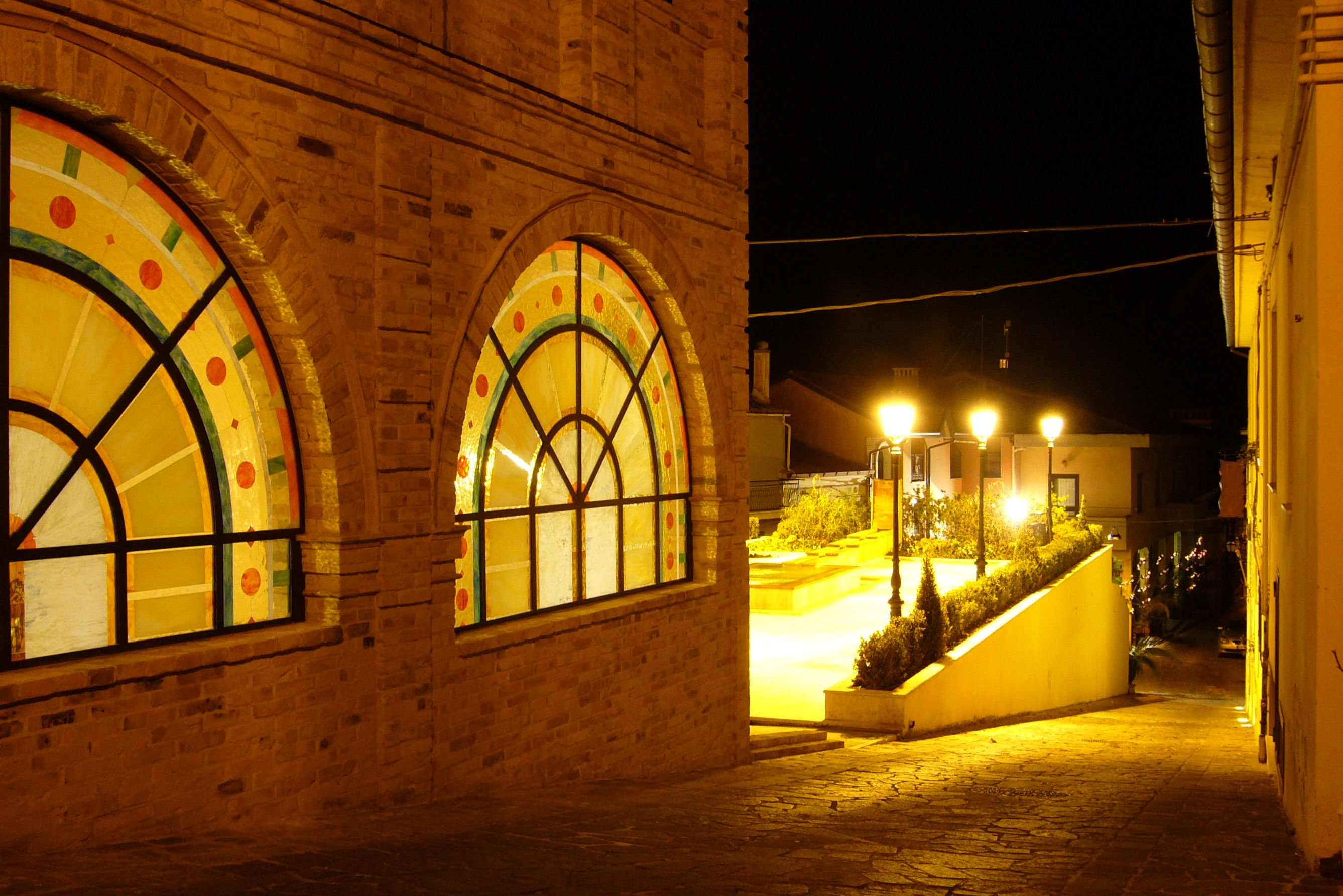
Scorcio notturno, palazzo Nicolini e corso Umberto

- Chiesa di Sant'Agata: si trova nella contrada omonima e presenta un impianto rettangolare a capanna e mattoni a vista, tetto spiovente e un oculo centrale in facciata.
- Chiesa di San Giorgio a Porcareccia: chiesa del XIX secolo, a pianta rettangolare, con intonacatura esterna a calce bianca, portale pseudo romanico, campanile a vela, interno a navata unica decorato da paraste laterali con capitelli corinzi.
- Chiesa del Purgatorio: situata in una zona rurale nota come contrada Maiuri, presenta la facciata a schermo tipica delle chiese abruzzesi.[8]
- Chiesa della Madonna delle Grazie: situata in Contrada Selve, presenta una facciata intonacata e un profilo a capanna con tetto sporgente.
- Chiesa di San Vincenzo Ferrer: situata nell'omonima contrada, presenta una facciata intonacata con profilo a spiovente e un alto arco centrale in cui sono compresi il portale architravato e la soprastante monofora vetrata.

Architetture civili
- Palazzo Nicolini: è sede del municipio, si trova tra via Mazzini e corso Umberto I, accanto al nuovo palazzo postale. Il palazzo è frutto di vari rimaneggiamenti, gli ultimi tardo Ottocenteschi in stile neoclassico con mattoni a vista; ha un impianto rettangolare e irregolare nel lato strada, decorato da vari ordini di archi a finestra.
- Sito archeologico del periodo sannitico in località Porcareccia[9]; si trova in questa contrada nella zona tra la chiesa di San Giorgio e il confine con il Comune di Ari.Le comunità precristiane adoravano Ercole Curino, dio pagano cui l’Abruzzo Italico ha dedicato un santuario a Sulmona sulle montagne del Morrone vicino all’eremo di Celestino V. Lì una statua di bronzo dedicata ad Ercole, ora al Museo Archeologico Nazionale di Chieti, rappresenta il reperto più importante. Anche Vacri ha donato al Museo della città teatina un gruppo di statue di bronzo di Ercole ritrovate nel tempio italico posto in località Porcareccia recintato e costeggiata dall'attuale strada comunale. Questo sito aveva il suo legame con il passaggio del tratturo Centurelle-Montesecco infatti sono diversi i luoghi di stazzo delle greggi in cui sono state ritrovate statue di Ercole. Con l'avvento della cristianità vi furono chiese lungo i percorsi tratturali dedicate al culto di San Michele Arcangelo. Nell’Italia Meridionale le comunità pastorali, sin dal medioevo, adottarono l’Arcangelo Michele quale loro protettore. L’Arcangelo, guerriero di Cristo contro Satana con la spada sguainata, colpiva l’immaginazione popolare. Rappresentava l’eroe invincibile che rassicurava l’animo del pastore esorcizzando la paura dell’ignoto e simboleggiando nel contempo, la forza della fertilità e della germinazione. A ciò si aggiunge che le festività in suo onore, otto maggio e ventinove di settembre, coincidono con i movimenti transumanti tra i pascoli estivi dell’Appennino e le pianure del Tavoliere pugliese.

- Zona Turistica "Fiume Foro", si trova nella località Fondo Valle Foro, a confine con i comuni di Villamagna e Bucchianico . Un percorso naturale dove è possibile fare delle escursioni lungo il fiume che attraversa il territorio del Comune nella direzione monti mare. Nella stessa località è precisamente presso la chiesa tratturale di S. Vincenzo il territorio è attraversata anche dal Regio Tratturo l'Aquila-Foggia , scendendo dal Confine con il Comune di Villamagna girando nei pressi della chiesa e prendendo la direzione mare per, una volta attraversato il fiume, risalire verso il confine del Comune di Ari.

## Società

### Evoluzione demografica
Abitanti censiti

## Economia
Come molti paesi della stessa provincia, l'economia è caratterizzata dalla produzione di vino, e altri prodotti agricoli.

## Amministrazione
| Periodo        | Periodo        | Primo cittadino         | Partito                                                     | Carica  | Note          |
| -------------- | -------------- | ----------------------- | ----------------------------------------------------------- | ------- | ------------- |
| 23 aprile 1995 | 12 giugno 2004 | Venanzio Marchegiano    | Lista Civica di Centro (1995-1999) Lista Civica (1999-2004) | Sindaco | [ 11 ] [ 12 ] |
| 13 giugno 2004 | 25 maggio 2014 | Antonio D'Aristotile    | lista civica Il Giglio                                      | Sindaco | [ 13 ] [ 14 ] |
| 26 maggio 2014 | in carica      | Piergiuseppe Mammarella | lista civica UnitiperVacri                                  | Sindaco | [ 1 ]         |